# Šibensko zaleđe - Lozovac
Šibensko zaleđe - Lozovac este o arie protejată (sit de importanță comunitară — SCI) din Croația întinsă pe o suprafață de 25,41 ha, integral pe uscat.

## Localizare
Centrul sitului Šibensko zaleđe - Lozovac este situat la coordonatele 43°47′19″N 15°58′05″E / 43.788673°N 15.967999°E.

## Înființare
Situl Šibensko zaleđe - Lozovac a fost declarat sit de importanță comunitară în iulie 2013 pentru a proteja 1 specie de plante.

## Biodiversitate
Situată în ecoregiunea mediteraneană, aria protejată nu include niciun habitat protejat.
La baza desemnării sitului se află o specie protejată de  plante: Himantoglossum adriaticum.